# سوزان وود (كاتبة أمريكية)
سوزان وود (بالإنجليزية: Susan Wood)‏ هي كاتِبة وشاعرة أمريكية، ولدت في 1946.